# Вандеркамп, Джон
Джон Вандеркамп (англ.  John Vanderkamp; родился 1934, Алтен, Гелдерланд, Нидерланды — 26 июня 1991, Канада) — голландский экономист, профессор экономики в 1971—1991 годах и декан факультета социологии университета Гелфа в 1981—1991 годах.

## Биография
Джон родился 1934 года в Алтене, Нидерланды.
Вандеркамп получил степень кандидата (аналог бакалавра наук) в 1957 году в Амстердамском свободном университете, а в 1959 году получил степень мастера делового администрирования в Торонтском университете. Затем в 1959—1962 годах поработал экономистом в департаменте исследований Банка Канады в Оттаве. В 1964 году был удостоен степени доктора философии в Лондонской школе экономики и политических наук.
Преподавательскую деятельность начал в должности ассоциированного профессора в университете Британской Колумбии в 1964—1971 годах. Параллельно в 1969—1970 годах был приглашённым преподавателем в Эссекском университете. В 1971—1980 годах занимал должность полного профессора и заведующего кафедры экономики, а с 1981 года декан факультета социологии в университете Гелфа до своей смерти в 1991 году. В 1989—1991 годах был директором Академии. Был приглашенным сотрудником Института социальных и экономических исследований Йоркского университета в 1976—1977 годах и приглашённым профессором в Еврейском университете в Иерусалиме в 1980 году.
Был членом редколлегии журнала Canadian Journal of Economics от Канадской экономической ассоциации и первым редактором и фактическим учредителем журнала Canadian Public Policy в 1974—1982 годах. Был редактором журнала The Review of Economic Studies в 1966 и в 1972 году, Journal of Political Economy в 1971 году, Journal of Monetary Economics в 1975 году.
Джон Вандеркамп умер 26 июня 1991 года в возрасте 56 лет, у него осталась вдова Розмари Вандеркамп.

## Память
В честь Джона учреждена премия Джона Вандеркампа журналом Canadian Public Policy от Канадской экономической ассоциации.
Университет Гелфа учредил ежегодную стипендия памяти Джона Вандеркампа для студентов факультета экономики за отличные результаты с 1991 года, а также университет Гелфа ежегодно награждает самой престижной высшей наградой, медалью Джона Вандеркампа, лучшего выпускника университета.

## Вклад в науку
Джон Вандеркамп разрабатывал гравитационную модель миграции.

## Награды
За свои достижения в области экономики был удостоен рядом наград:
- 1962 — двухлетняя стипендия от Лондонской школы экономики и политических наук,
- 1969—1970 — выбран членом Канадского Совета Искусств[англ.],
- 1972—1982 — назначен членом исполнительного совета Канадской экономической ассоциации[англ.],
- 1984 — почётный приглашённый профессор Альбертского университета.